# 燃えつきた欲望
『燃えつきた欲望』（もえつきたよくぼう、Bright Leaf）は、1950年に公開されたマイケル・カーティス監督によるアメリカ合衆国のドラマ映画である。出演はゲイリー・クーパー、ローレン・バコール、パトリシア・ニール。この映画はフォスター・フィッツシモンズの1949年の小説を脚色している。原題は南北戦争後にノースカロライナ州で栽培されていたタバコの種類の名前からきている。

## キャスト
- ゲイリー・クーパー
- ローレン・バコール
- パトリシア・ニール